# SpongeBob SquarePants: Battle for Bikini Bottom – Rehydrated
SpongeBob SquarePants: Battle for Bikini Bottom – Rehydrated je videoigra koja pripada platformskome žanru temeljenom na Nickelodeonovoj animiranoj seriji Spužva Bob Skockani. Remake je konzolnih verzija Heavy Iron Studiosa – videoigre SpongeBob SquarePants: Battle for Bikini Bottom – koju je razvio Purple Lamp Studios, a objavio THQ Nordic za Nintendo Switch, PlayStation 4, Xbox One i Microsoft Windows. Za Android i iOS verziju igru je razvio i distribuira HandyGames. Igra je objavljena 23. lipnja 2020., dok je mobilna verzija objavljena 21. siječnja 2021. godine. Dobila je mješovite kritike: iako su grafika i vjernost originalnoj igri hvaljeni, igra je kritizirana zbog tehničkih nedostataka iz verzije iz 2003. godine, a novi su načini rada za više igrača smatrani »dosadnima i nepotrebnima«.
Duhovni nastavak – SpongeBob SquarePants: The Cosmic Shake – najavljen je 17. rujna 2021. godine; isti je 31. siječnja 2023. godine objavljen za Microsoft Windows, Nintendo Switch, PlayStation 4 i Xbox One.

## Razvoj i objava
Razvoj videoigre SpongeBob SquarePants: Battle for Bikini Bottom – Rehydrated započeo je već u siječnju 2018. kada je THQ Nordic uključio Purple Lamp Games kao jednog od svojih programera. U ožujku iste godine, THQ Nordic najavio je. planove za »globalno oživljavanje nekoliko naslova igara« za mnoga starija Nickelodeonova vlasništva. To je dovelo do nagađanja da planiraju preurediti ili ponovno izdati nekoliko Nickelodeonovih igara, uključujući Battle for Bikini Bottom. Purple Lamp Studios koristio je »Industrijski park« – alat treće strane brazilskog modera Igorseabre koji se koristi za pregled i uređivanje razina iz Heavy Ironovog zadnjeg kataloga – kako bi pomogao u izdvajanju razina kao referentnog materijala. Igorseabra je kontaktirala Purple Lamp Studios nakon što je primijetila da se njihov alat koristi bez njihovog znanja. Alat je dodan među kredite igre.
SpongeBob SquarePants: Battle for Bikini Bottom – Rehydrated po prvi je put službeno najavljena 5. lipnja 2019. godine, u danima koji su prethodili E3 2019. Igra se nije mogla igrati sve do Gamescoma koji je započeo 20. kolovoza iste godine, gdje su ju posjetitelji mogli dobiti u ruke na štandu THQ Nordica. Dana 16. travnja 2020. najavljeno je da će igra biti objavljena 23. lipnja iste godine, dok su iOS i Android verzije igre objavljene 21. siječnja 2021. godine.
Igra je dostupna u dva ograničena izdanja na svim platformama:
1. Shiny izdanje uključuje zidne naljepnice, šest litografija, posebne teniske čarape Spužva Boba Skockanog i figuricu Spužva Boba sa savitljivim jezikom i zlatnom špatulom u ruci
2. F.U.N. izdanje također dolazi s dvije slične veličine figurica Lune Frnjau i Patrika Zvijezde, kao i set od pet tiki privjesaka za ključeve.[14]

Igra sadrži i originalne arhivske snimke iz glavne kampanje te nove snimke s glasovne postave na engleskom jeziku, kao i nove snimke s francuske, njemačke, talijanske, španjolske, latinoameričke španjolske (dodano 19. prosinca 2020.), poljske i japanske glasovne postave. Također podržava tekst i titlove na brazilskom portugalskom, ruskom, malajskom, tajskom, korejskom i pojednostavljenom kineskom, uz spomenute glasovne jezike.
Igru pokreće Unreal Engine 4 i podržava 4K rezoluciju na poboljšanim modelima PlayStation 4 Pro i Xbox One X.

## Prodaja
SpongeBob SquarePants: Battle for Bikini Bottom – Rehydrated postavljena je na 19. mjesto NPD-ovog popisa 20 najprodavanijih videoigra u lipnju 2020. godine. Igra je Ujedinjenom Kraljevstvu bila treći najprodavaniji softver za videoigre u tjednu do 27. lipnja iste godine.
Dana 13. kolovoza 2020. objavljeno je da je prodana u više od 1 000 000 primjeraka. Do 19. svibnja 2021. dosegla je više od 2 000 000 primjeraka.
U siječnju 2021., Klemens Kreuzer, glavni izvršni direktor THQ Nordica, nazvao je SpongeBob SquarePants: Battle for Bikini Bottom – Rehydrated »fantastičnim uspjehom« zbog svoje prodaje te je nagovijestio potencijal za slične igre koje će studio razvijati u budućnosti.